# Pierre Camin
 (juin 2019).
Si vous disposez d'ouvrages ou d'articles de référence ou si vous connaissez des sites web de qualité traitant du thème abordé ici, merci de compléter l'article en donnant les références utiles à sa vérifiabilité et en les liant à la section « Notes et références ».
Pour les articles homonymes, voir Camin.
Pierre Camin, né le 1er mars 1908 à Paris et mort le 12 mai 1996 à Nouan-le-Fuzelier dans le Loir-et-Cher, est un designer et  verrier français.

## Biographie
Élève de l'École Boulle, section dinanderie, il se destine à une carrière de ciseleur sur métaux. Diplôme en poche il intègre l'atelier de création d'un joaillier de renom, Sandoz.
Sa rencontre avec Xavier Deraisme, décorateur chez Coty, va modifier son parcours. Sur les conseils de son décorateur, François Coty convoque le jeune artiste en son château d'Artigny et lui offre un stage d'initiation aux techniques verrières et un engagement. Le parfumeur vient de racheter une verrerie à la Chapelle-Saint-Mesmin, (renommée Duralex) et veut intégrer à sa société son propre studio de création. Deux autres artistes rejoignent le studio Coty, Georges Delhomme, issu des Arts Décoratifs, et Fernand Guerycolas, du mouvement de l'école de Nancy. Pierre Camin découvre l'univers de la parfumerie et la passion du travail sur verre, dont il ne se départira plus.
En 1939, mobilisé, il est contraint de quitter sa fonction de directeur artistique chez Coty pour rejoindre le front.

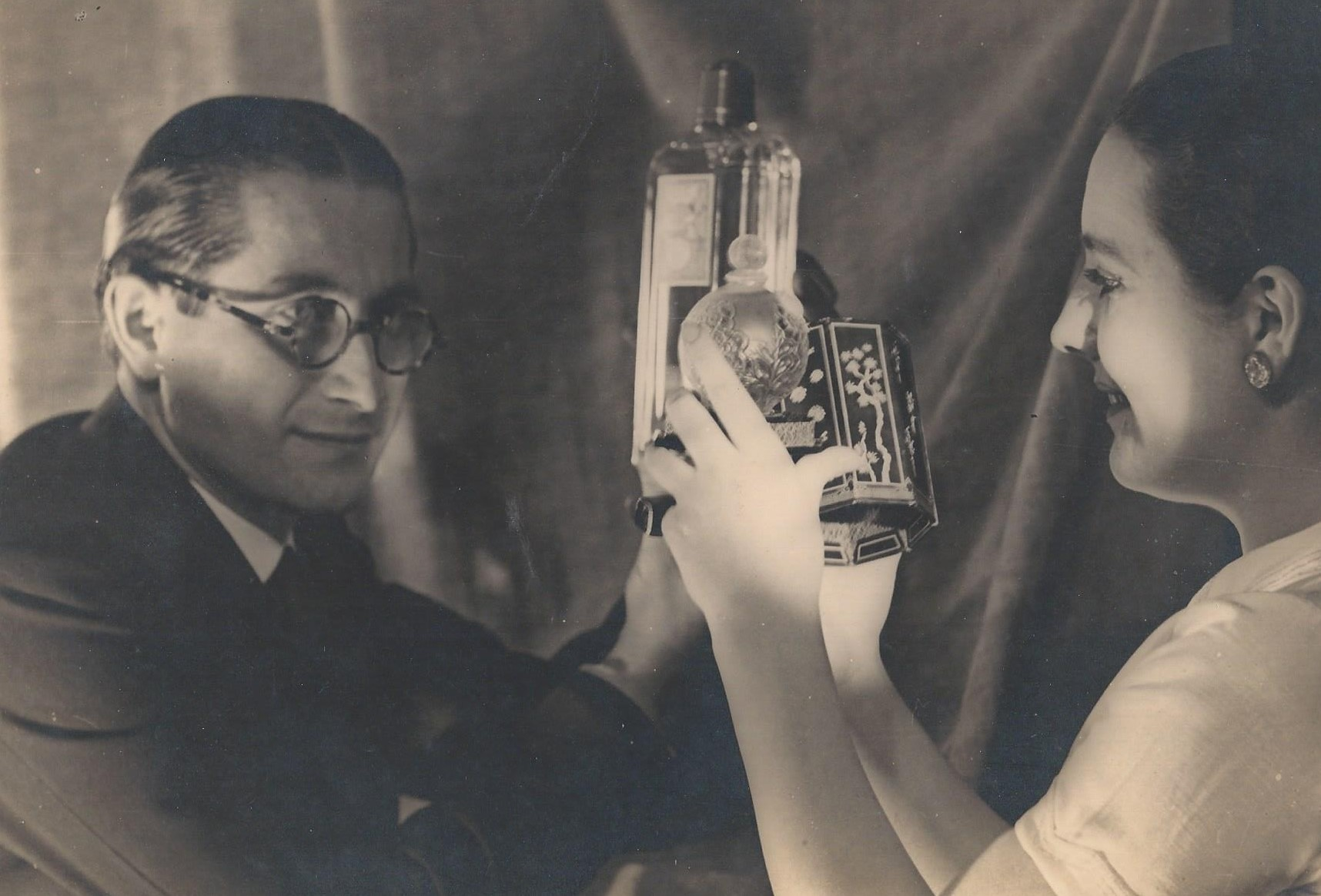
Pierre Camin et son assistante au Studio Coty.

Après guerre, Pierre Camin, fonde l'atelier de création LCC (Lucienne Coudert Camin), nom de sa collaboratrice, diplômée des Arts décoratifs, décoratrice des vitrines chez Coty, qui l'a suivi. Elle se charge des décors de coffrets et emballages destinés aux flacons de parfumerie. En instance d'un divorce compliqué, Pierre Camin veut préserver ses droits d'auteur et, jusqu'à son remariage, nombre de ses modèles seront déposés sous la signature de sa compagne, Lucienne Coudert ou L.Coudert.
Les Ateliers LCC collaborent avec de nombreuses marques de la mode, des parfums et des cosmétiques, les Sœurs Callot, Brisson, Bruyère, Ciro, De Riaz, Anny Blatt, Fernand Aubry, Lasegue, Lorenzy Palenca, Premet.

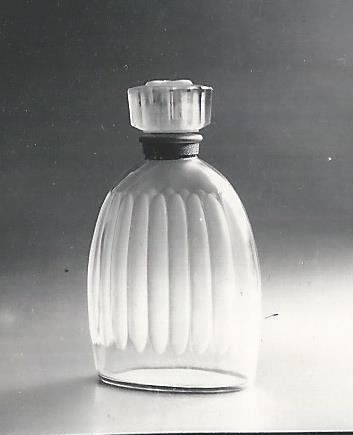
Flacon pour Eau de Toilette Celui De du couturier Jean Dessès. Modèle créé par Pierre Camin.
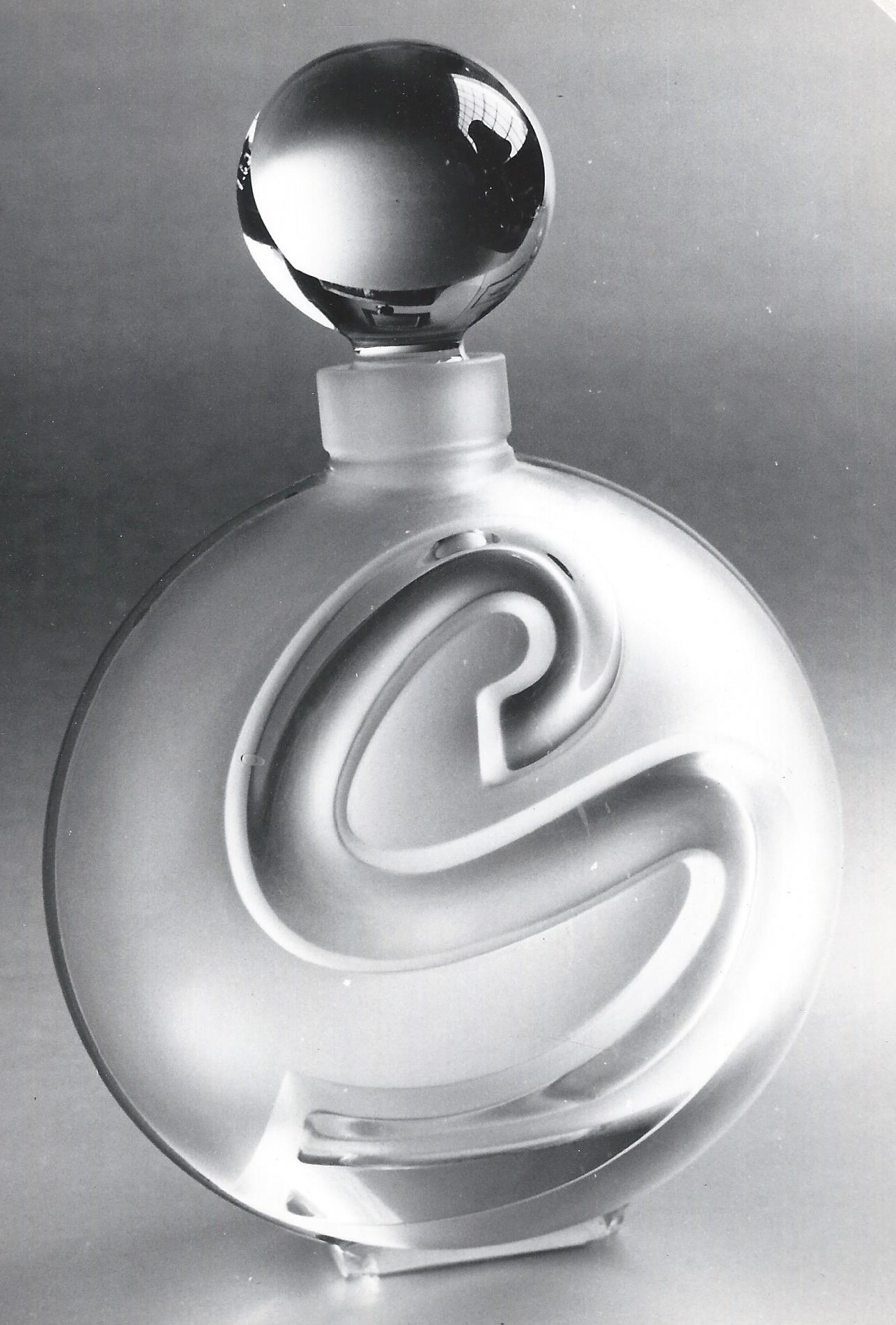
Ligne S pour le parfum Schiaparelli, création de Pierre Camin.
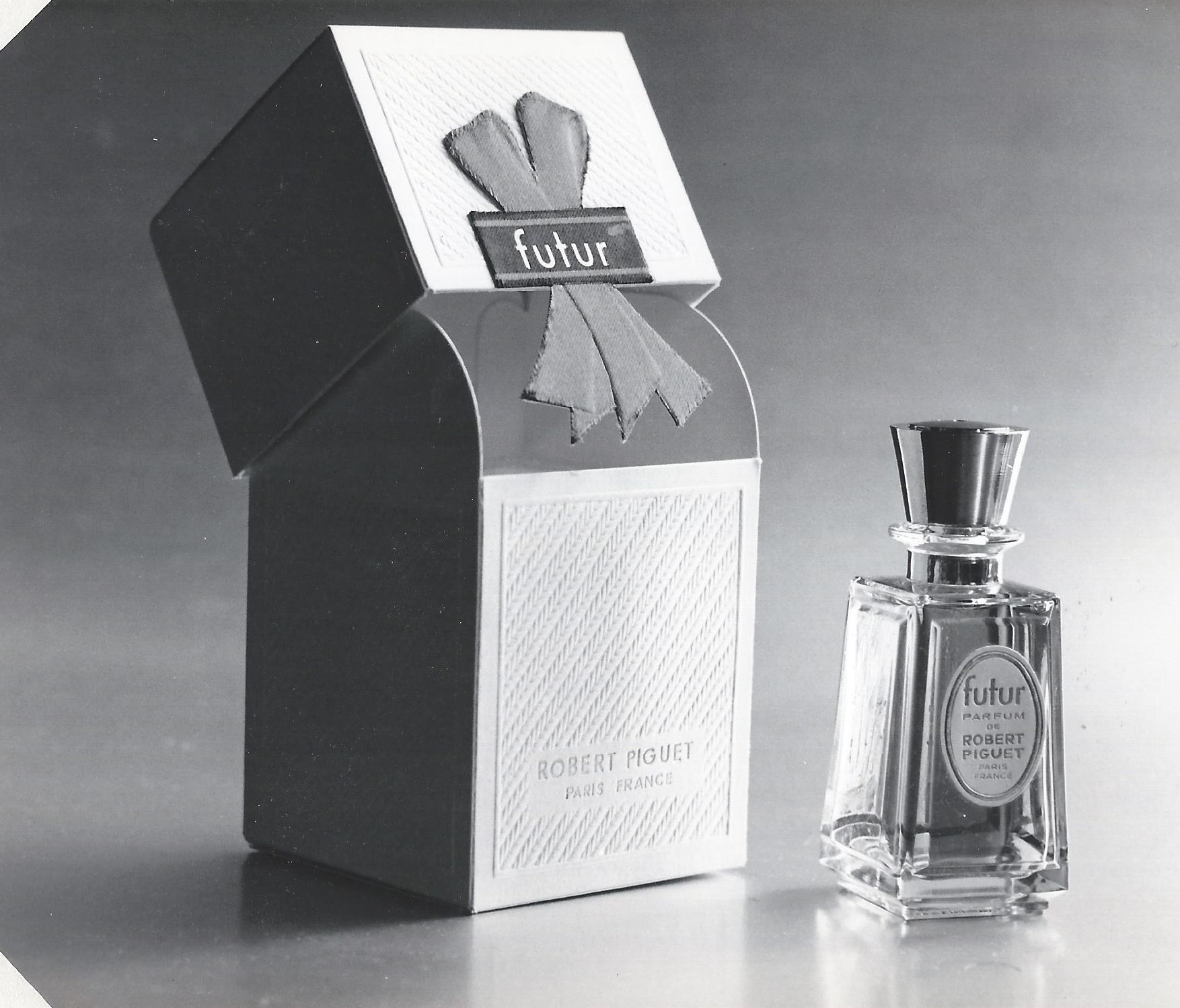
Parfum Futur de Piguet, ensemble créé par Pierre Camin.
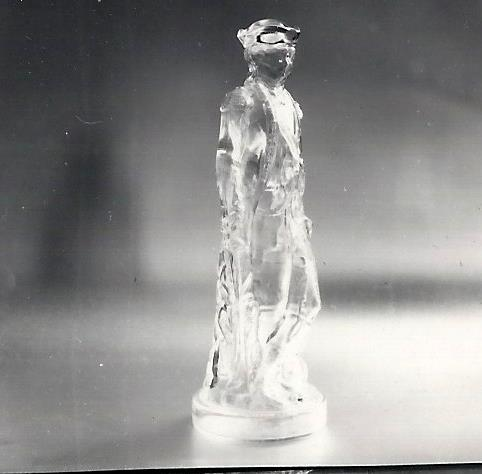
Bouteille pour le Cognac.

En 1958, la société  Christian Dior cherche un concepteur pour remplacer Fernand Guerycolas, son directeur artistique disparu.
Camin, engagé, prend la suite des travaux laissés par son prédécesseur mais renonce à sa fonction et son statut de salarié un an plus tard. Sa collaboration avec la Maison Dior continue néanmoins et c'est en externe qu'il crée le flacon intemporel pour Eau sauvage commercialisé en 1966,.
Son activité de design s'étend aux parfums Piguet, le Galion, Schiaparelli, Révillon, Lenthéric USA, Jean Dessès, le bottier italien Ferragamo, Elisabeth Arden, 4711, Rouff lingerie, Roger & Gallet, le joaillier maroquinier Yendis lui commande un décor de façade pour sa boutique du faubourg Saint-Honoré.

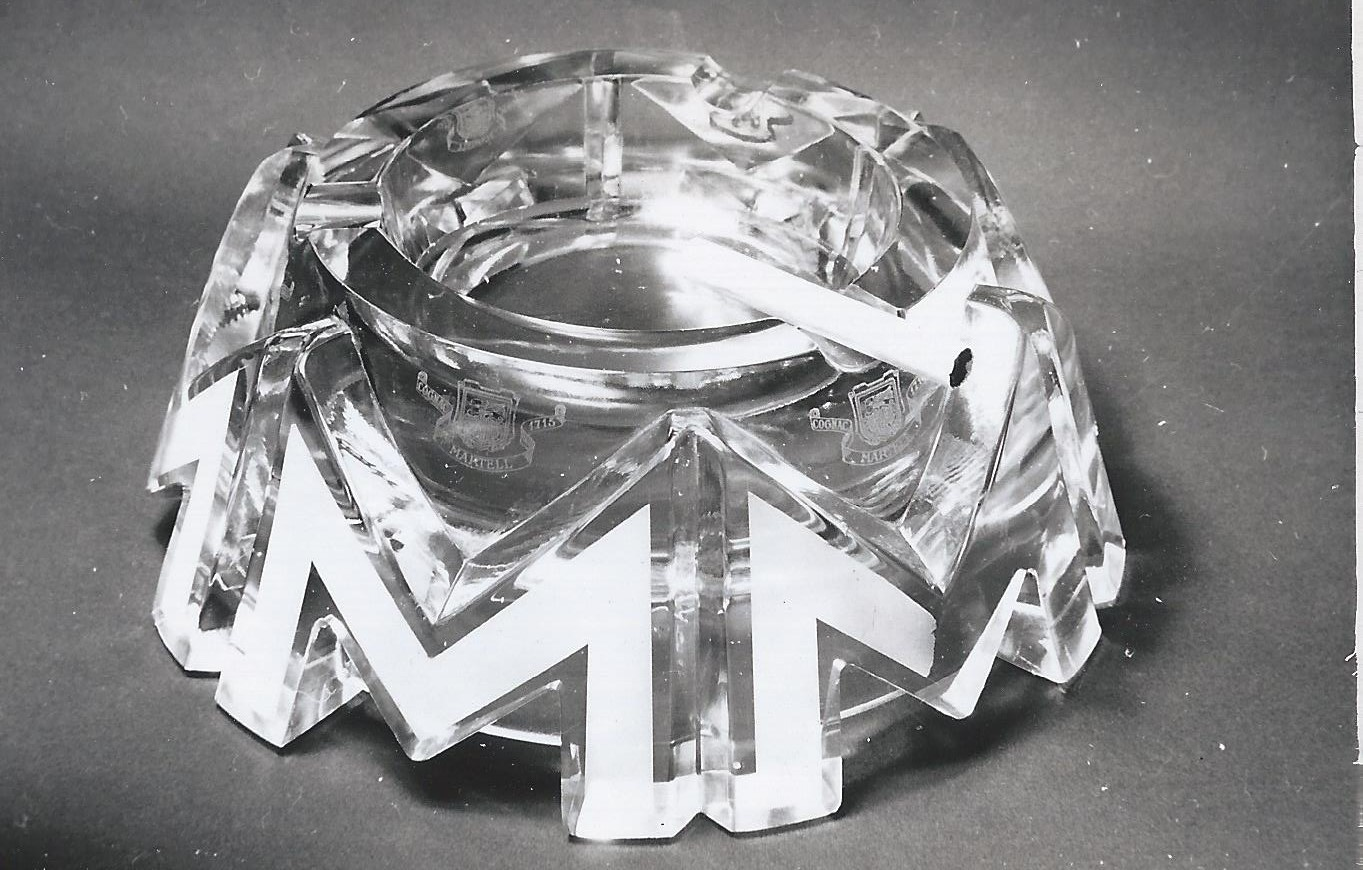
Célèbre cendrier Martell dont une version sera réalisée par les Cristalleries de Baccarat.
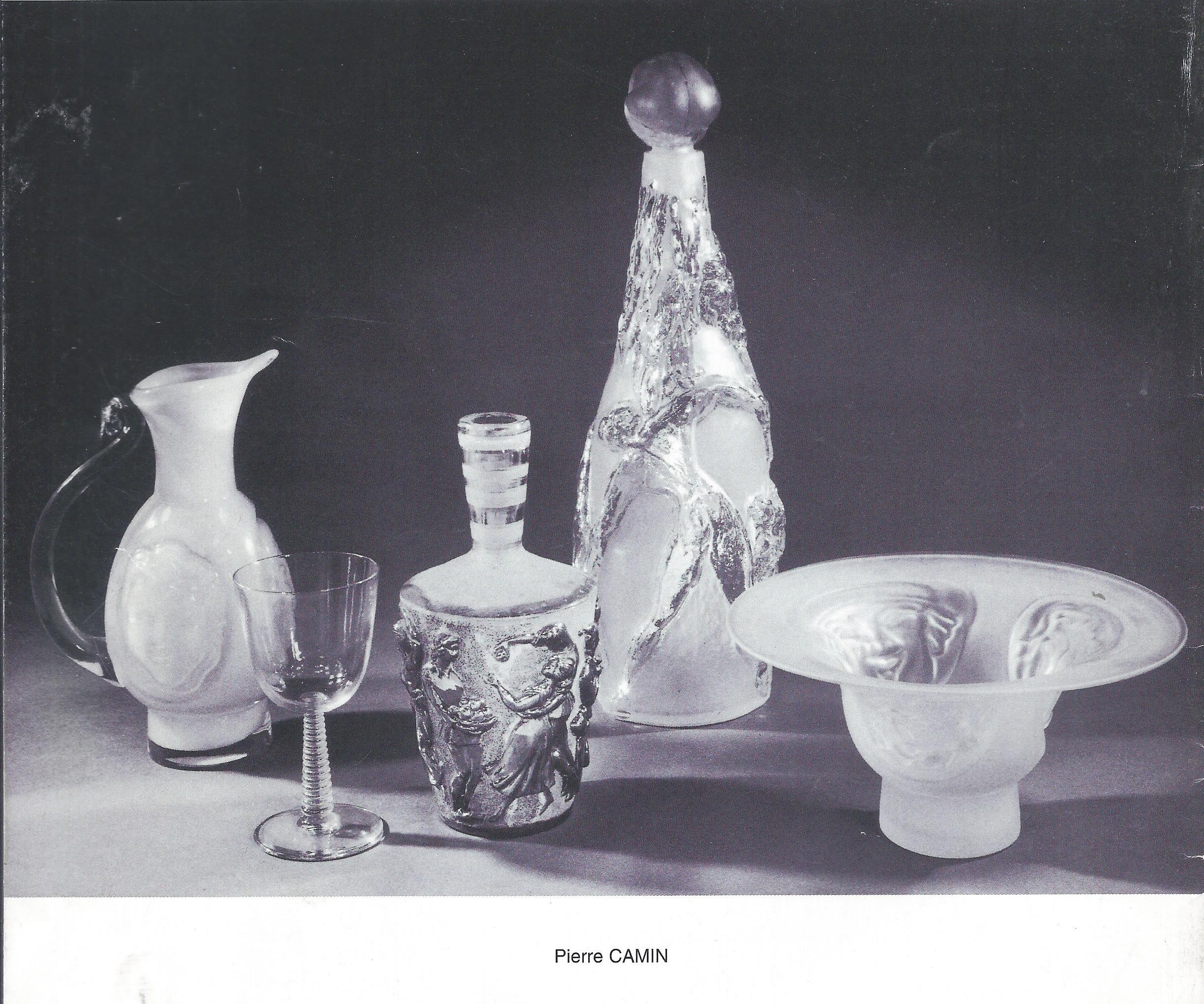
Verreries décoratives, masques et scènes normandes, années 60.
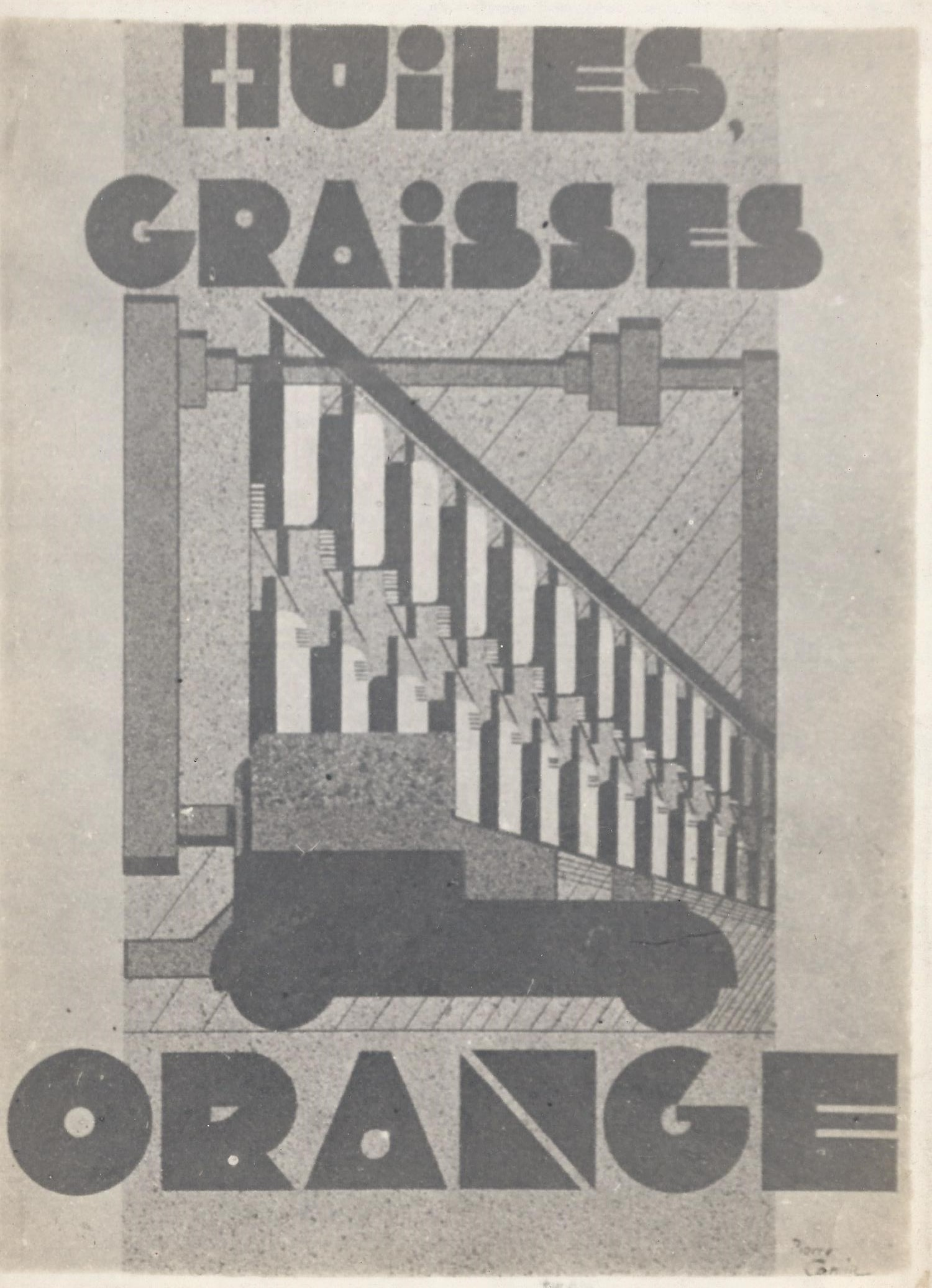
Affiche publicitaire pour les huiles Orange.

Il s'associera ponctuellement avec Georges Delhomme pour la conception du flacon du parfum Écusson de Jean D'Albret.
Parallèlement  il élargit  son activité aux spiritueux, Courvoisier, Martell, Bénédictine, pour lesquels ils conçoit  des contenants, affiches, objets publicitaires, mais également d'autres sociétés sollicitent le designer tels Hutchinson, les pneus Kléber, Suchard, les Ruchers de Provence, Interflora, Frigidaire.
Artiste bien connu des maîtres-verriers de la vallée de la Bresle et des Cristalleries de Lorraine, il reçoit de leur part de nombreuses demandes de conseil pour moderniser leur production. Il décline alors des lignes de verreries de table ainsi que des objets utilitaires et décoratifs notamment pour les établissements Magnier Frères, les Cristalleries du Val de Bresle, Saint-Gobain Desjonquères, la Compagnie du cristal, les verreries et cristalleries de Vannes-le-Châtel, les Cristalleries de Saint-Louis. 
Il collabore plus particulièrement avec Baccarat pour les séries luxe des flacons Le Vertige et Muse de François Coty,  Giglio pour Ferragamo, Celui De pour Jean Dessès, Eau Sauvage pour Christian Dior et le fameux cendrier Martell.
Parallèlement à son cursus de graveur sur métaux, Pierre Camin a suivi les cours du soir des Beaux-arts de l'Académie Colarossi.
Sa polyvalence lui permet de répondre aux commandes les plus diverses, création de meubles, décors d'intérieur, papiers peints, tissu, cartonnages, coffrets publicitaires.
Pour le couturier Robert Piguet, il exécute une série de modèles d'écossais pour habiller sa gamme de parfums dans les années 60. Ce secteur d'industrie l'a familiarisé avec tous les cartonniers et imprimeurs de luxe, Draeger, Tolmer, Mourlot, Île de France, Makowski et surtout les Ateliers Fournier situés rue de Rennes à Paris qui deviendront les Créations Relief, sous la direction du nouveau propriétaire, René Nogues.
Pierre Camin fait partie de ces artistes du début du XXe siècle qui ont su répondre aux sollicitations des industries les plus diverses.
Un hommage a été rendu à l'artiste lors de l'exposition Hymne au Parfum  au Musée des Arts de la mode à Paris.